# Kolozs község
Kolozs község (románul: Comuna Cojocna) község Kolozs megyében, Romániában. Központja Kolozs, beosztott falvai Kolozsbós, Bósi alagút, Kolozskara, Mezőőr, Szávatanya. 2008 óta Kolozsvár metropolisztérség része.

## Fekvése
Kolozs megye délkeleti részén, a Szamosmenti-hátságon helyezkedik el, Kolozsvártól 24 kilométerre.

## Népessége
A 2011-es népszámlálás adatai alapján a község népessége 4194 fő volt.
1850-től a népesség alábbiak szerint alakult:
| Lakosok száma | 5341 | 6410 | 7971 | 8129 | 8445 | 7332 | 4563 | 4376 | 4194 | 4291 |
|               | 1850 | 1900 | 1930 | 1941 | 1956 | 1977 | 1992 | 2002 | 2011 | 2021 |

## Nevezetességei
A község területéről az alábbi épületek szerepelnek a romániai műemlékek jegyzékében:
- a kolozsi Istenszülő bevezetése a templomba fatemplom (CJ-II-m-B-07573)
- a kolozsi református templom (CJ-II-m-B-07574)

Turisztikai célpont, egyben megyei jelentőségű természetvédelmi terület a kolozsi gyógyfürdő.

## Híres emberek
- Kolozson születtek Spáda János (1877–1913)építőmester, Kovács István (1902–?) munkásmozgalmi aktivista, emlékíró, Lakó Elemér (1929–1986) nyelvész, művelődéstörténész.